# كارل هاسي
كارل هاسي (بالألمانية: Carl Haase)‏ هو مؤرخ ألماني، ولد في 26 يناير 1920 في هامبورغ في ألمانيا، وتوفي في 7 يناير 1990.